# Der Fragebogen
Der Fragebogen ("frågeformuläret") är en självbiografisk roman från 1951 av den tyske författaren Ernst von Salomon. Den utgår från den avnazifieringsblankett som militärregeringen efter andra världskriget tvingade alla tyskar med någon form av ansvarsposition att fylla i. Salomons utförliga svar om sin politiska bakgrund, medlemskap i olika organisationer med mera ger en skildring av Tyskland under mellankrigstiden, andra världskriget och den omedelbara efterkrigstiden.
Boken blev snabbt populär i Tyskland och hade inom några år nått sexsiffriga försäljningsbelopp. Den har kontinuerligt fortsatt att ges ut i nyupplagor. Den finns bland annat översatt till engelska och franska.

## Handling
Salomon svarar på blankettfrågor och berättar om sin tid som kadett i Weimarrepubliken och tiden som frikårsman. Han berättar om strider i Baltikum och sin inblandning i mordet på utrikesminister Walther Rathenau. Salomon återger sina erfarenheter från 1930-talets Frankrike, som filmarbetare i NS-Tyskland, krigsslutet som han tillbringade i Bayern med sin judiska flickvän, samt hur han efter kapitulationen blev torterad i ett amerikanskt fångläger.